# آبان ۱۳۸۴
آبان ۱۳۸۴، هشتمین ماه سال ۱۳۸۴ هجری خورشیدی است.
آغاز آن یکشنبه: ‌۱ آبان ۱۳۸۴ (۲۳ اکتبر ۲۰۰۵ میلادی)